# Carpotroche ramosii
Carpotroche ramosii là một loài thực vật có hoa trong họ Achariaceae. Loài này được (Cuatrec.) Cuatrec. mô tả khoa học đầu tiên năm 1955.